# Ann-Sofie Lifvenhage
Ann-Sofie Maria Lifvenhage (tidigare Bergström), född 13 februari 1976 i Frustuna-Kattnäs församling, Södermanlands län, är en svensk politiker (moderat). Hon är ordinarie riksdagsledamot sedan 2019 för Södermanlands läns valkrets.
Lifvenhage utsågs till ny ordinarie riksdagsledamot från och med 2 maj 2019 sedan Jari Puustinen avsagt sig uppdraget som riksdagsledamot.